# أبو منجل أسود هندي
أبو منجل الأسود الهندي أو أبو منجل أحمر العنق أو أبو منجل الأسود فقط (باللاتينية: Pseudibis papillosa) ، وهو طائر ينتمي لجنس Pseudibis والذي ينتمي إلى عائلة أبو منجليات. توجد في أجزاء من جنوب أسيا ويتواجد أساسا في البحيرات والمستنقعات وفي المجاري المائية والأراضي الزراعية المروية وهي من الطيور المقيمة في ولاية هاريانا بالهند من مارس حتى أكتوبر.

## الوصف
لون ريش هذا الطائر ينحدر للأسود القرمزي ويتخللها بعض الريش الشبيه لريش الطاووس وبقعة بيضاء فوق الكتفين على الظهر ويعتبر ذيله أكبر ذيل لدى كل عائلة أبو منجليات، أما سيقانها فهي حمراء اللون وتشتهر بلون خلف العنق الذي يميزها عن باقي الفصيلة، أما المنقار فلونه أحمر أو أسود.

## الصور

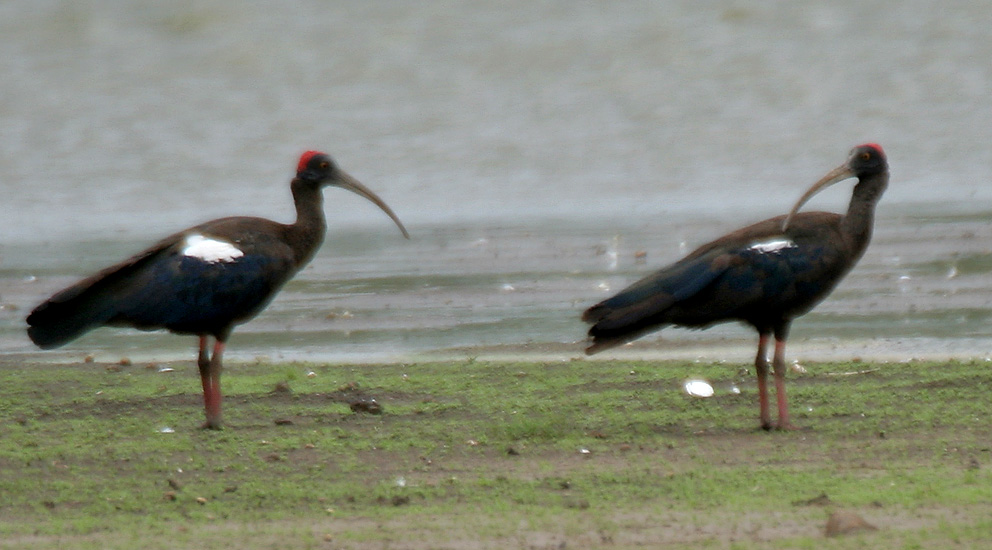
في بحيرة بوشارم بأندرا برديش، الهند.
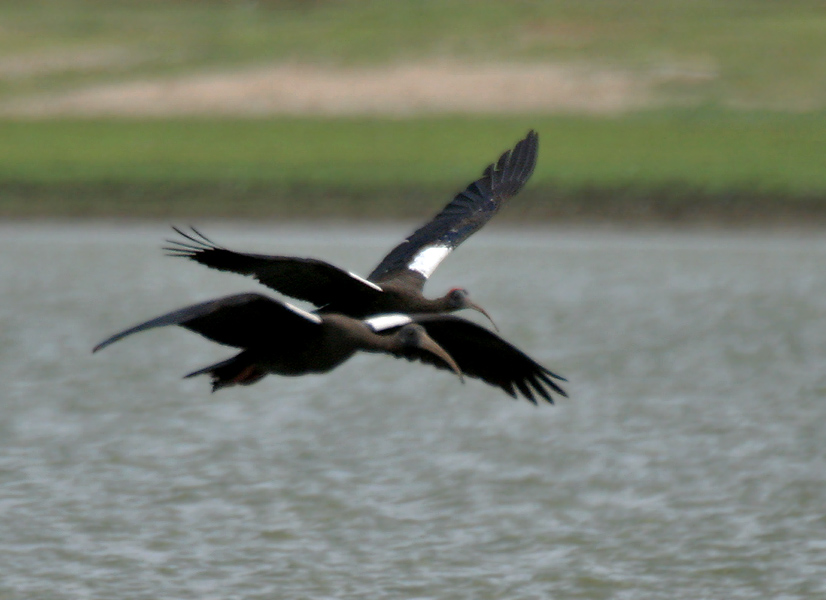
في بحيرة بوشارم بأندرا برديش، الهند.
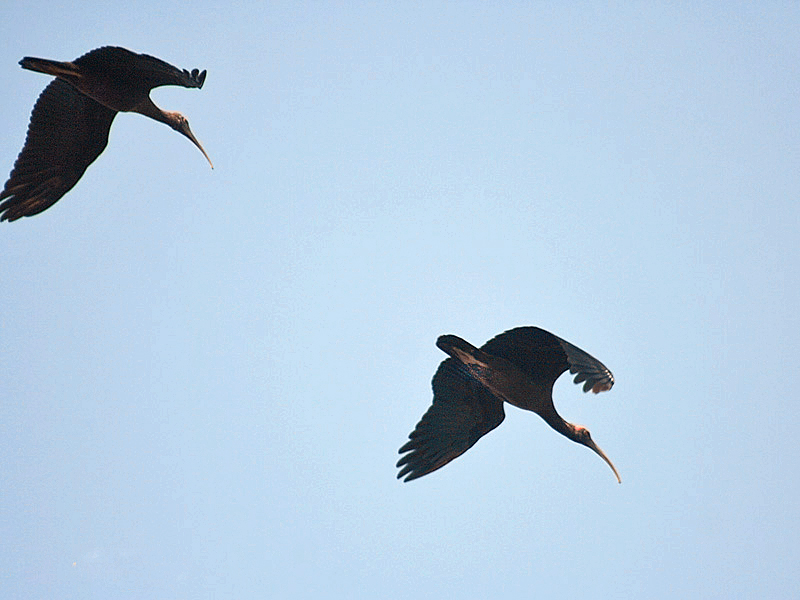
قي بهراتبور بالهند.
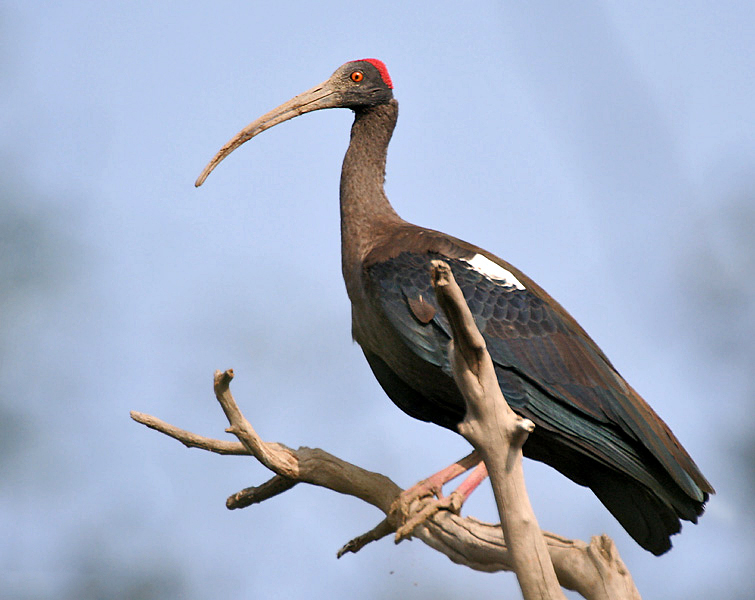
في هودال.
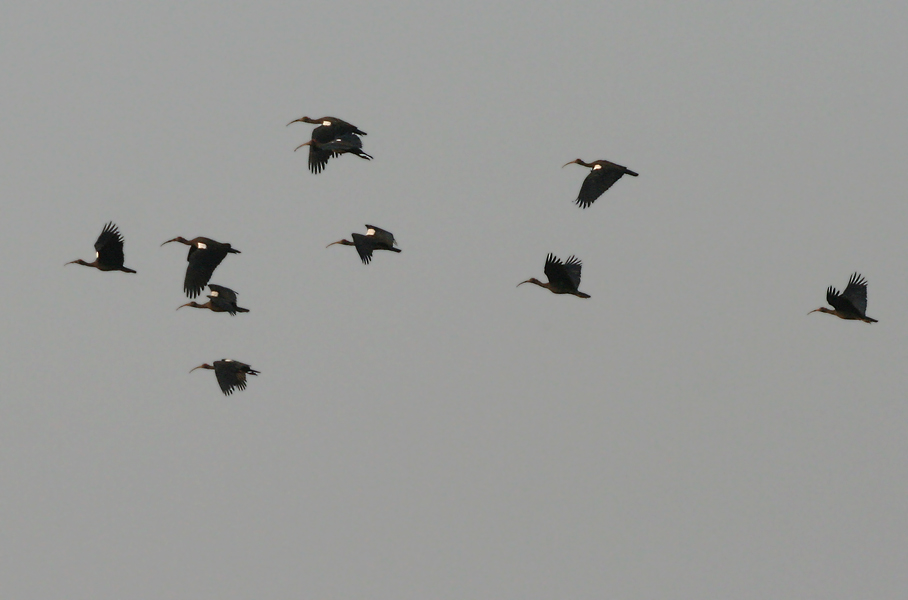
في Kinnerasani Wildlife Sanctuary, بأندرا برديش.الهند.
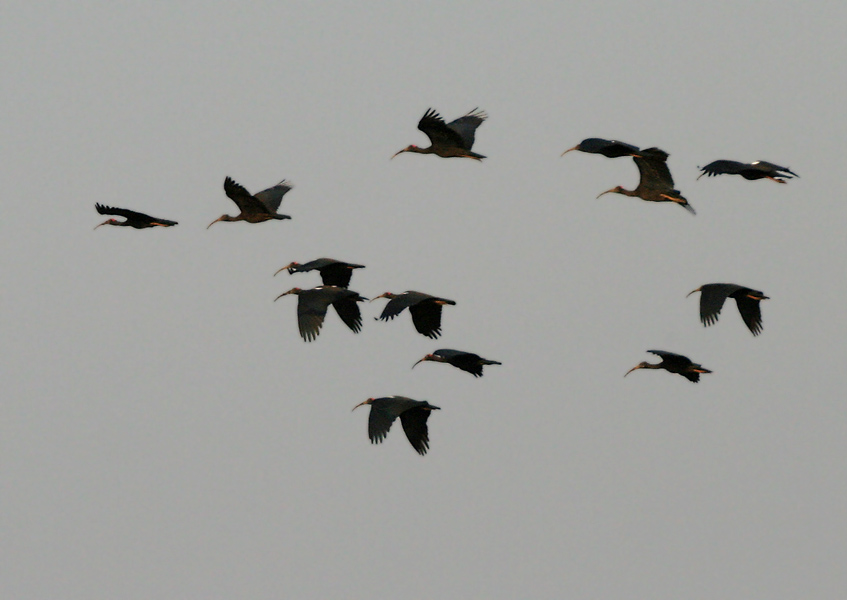
في Kinnerasani Wildlife Sanctuary, بأندرا برديش.الهند.
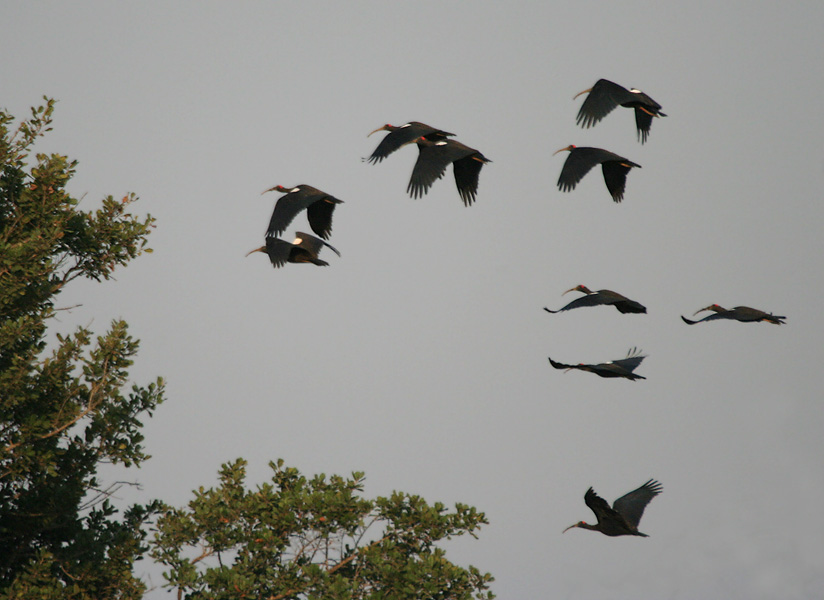
في Kinnerasani Wildlife Sanctuary, بأندرا برديش.الهند.
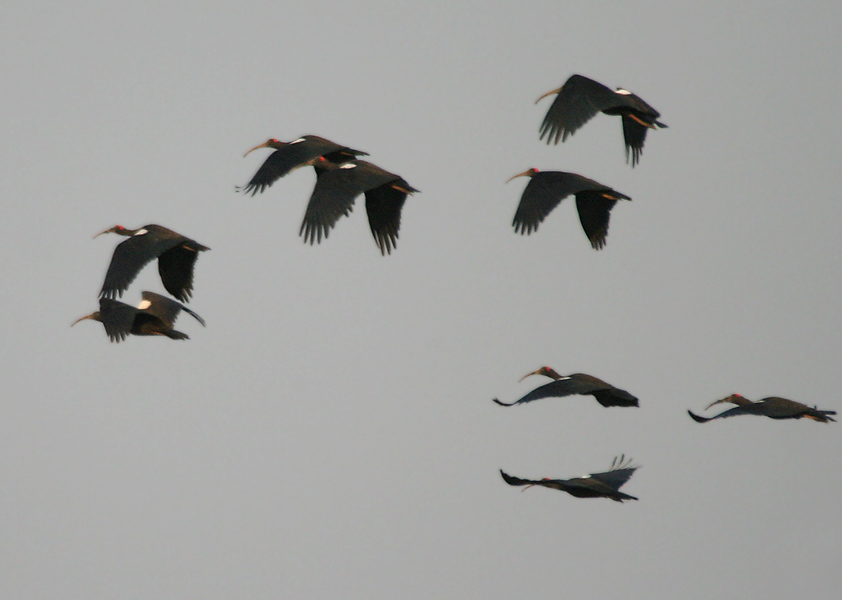
في Kinnerasani Wildlife Sanctuary, بأندرا برديش.الهند.